# Болган (пункт контролю)
48°08′10″ пн. ш. 28°44′32″ сх. д. / 48.13611° пн. ш. 28.74222° сх. д.
Бо́лган — пункт пропуску через Державний кордон України на кордоні з Молдовою (з Придністровським регіоном).
Розташований у Вінницькій області, Тульчинському районі, поблизу з селом Болган. Із молдавського (придністровського) боку через розташований пункт пропуску «Хрустова».
Вид пункту пропуску — автомобільний. Статус пункту пропуску — міжнародний, працює цілодобово. Здійснює як вантажні, так і пасажирські перевезення. Код пункту контролю — 40108 07 00 (11).
Окрім радіологічного, митного та прикордонного контролю, пункт контролю «Болган» може здійснювати санітарний, ветеринарний, екологічний контроль та контроль Служби міжнародних автомобільних перевезень.

## Галерея

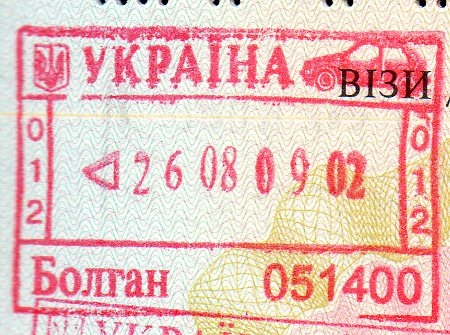
Штамп міжнародного пункту пропуску "Болган"
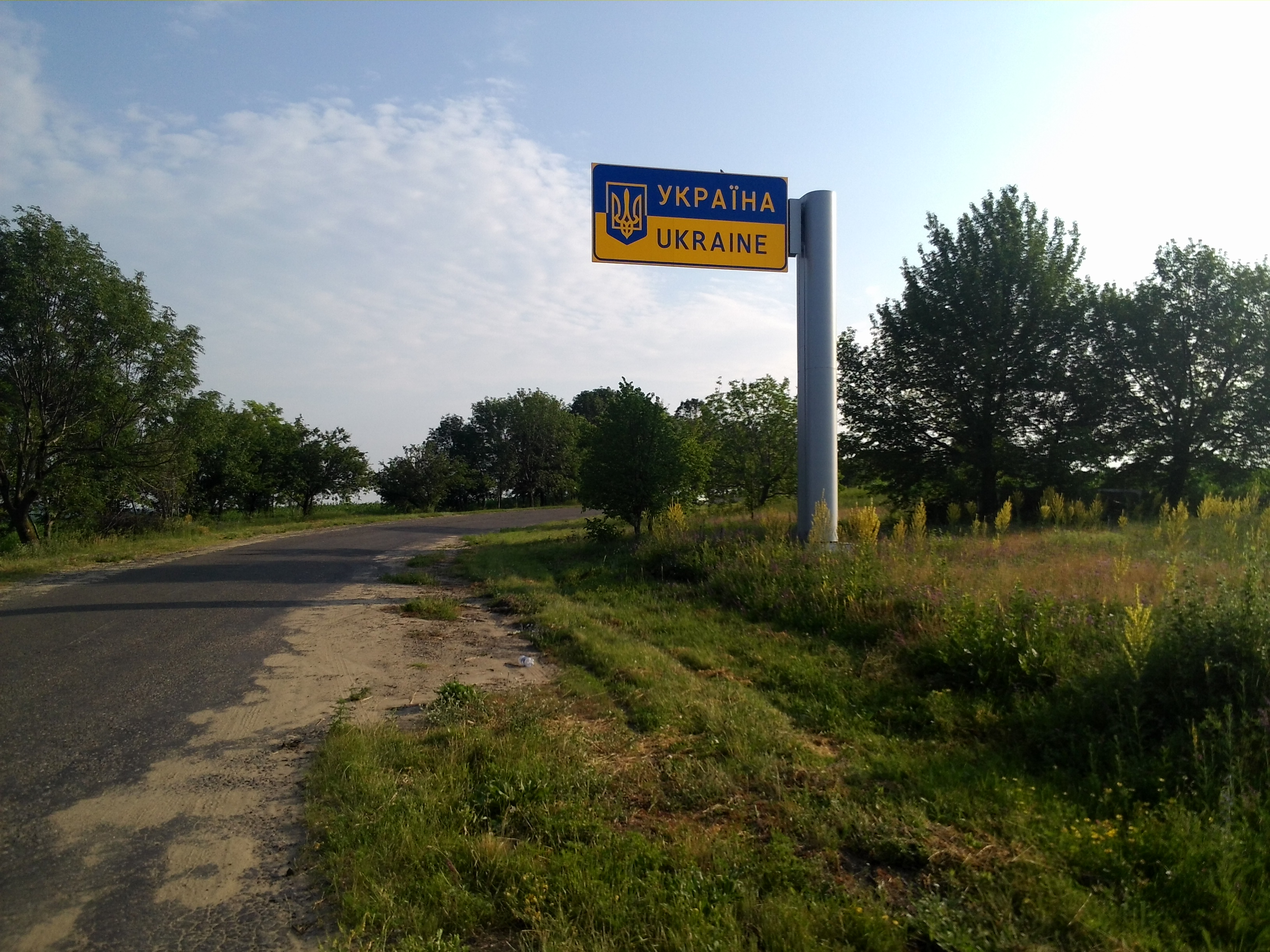
В'їзд до України через пункту пропуску "Болган"
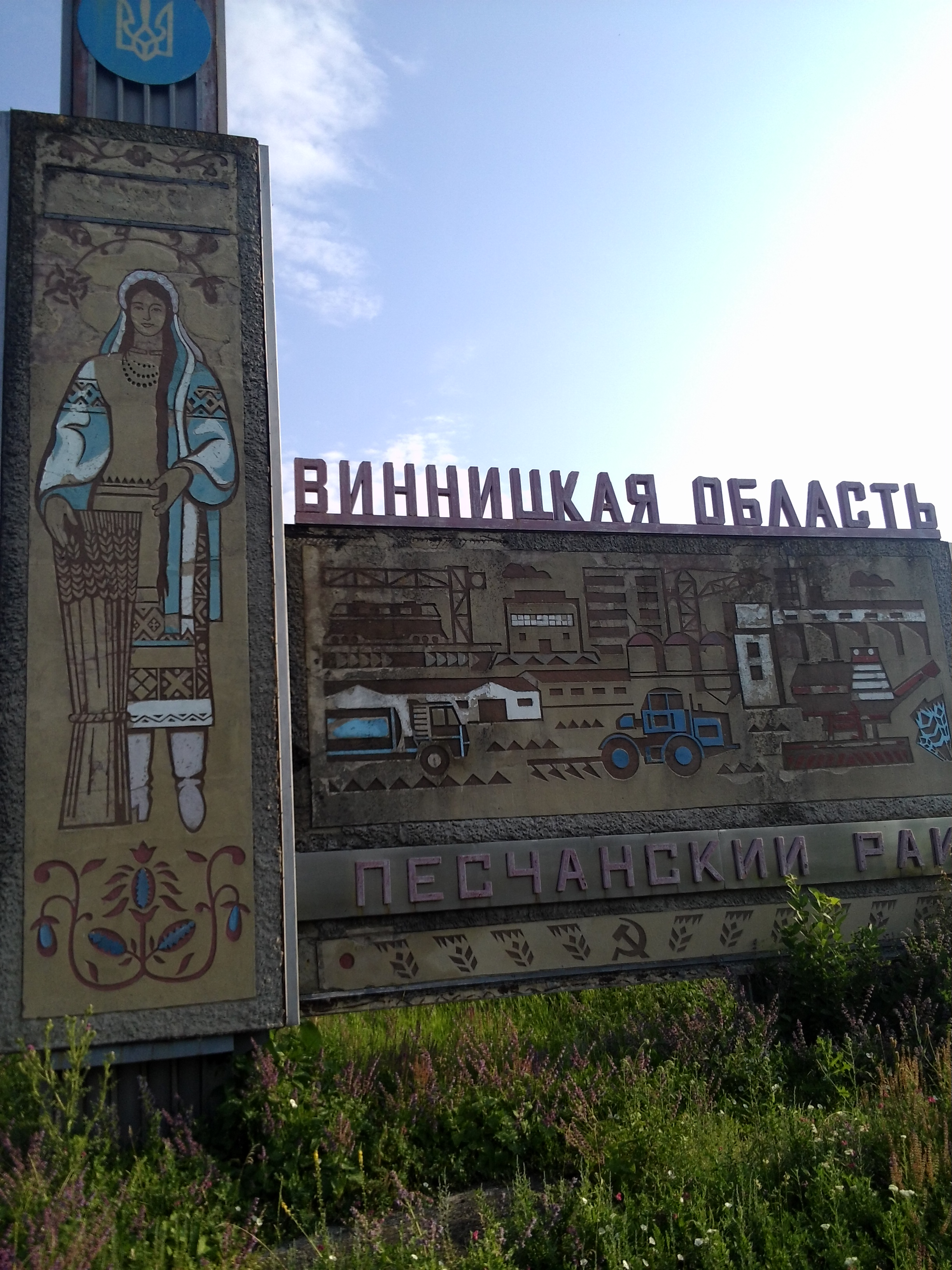
Знак радянських часів про в'їзд на територію Піщанського району Вінницької області у пункті пропуску "Болган"
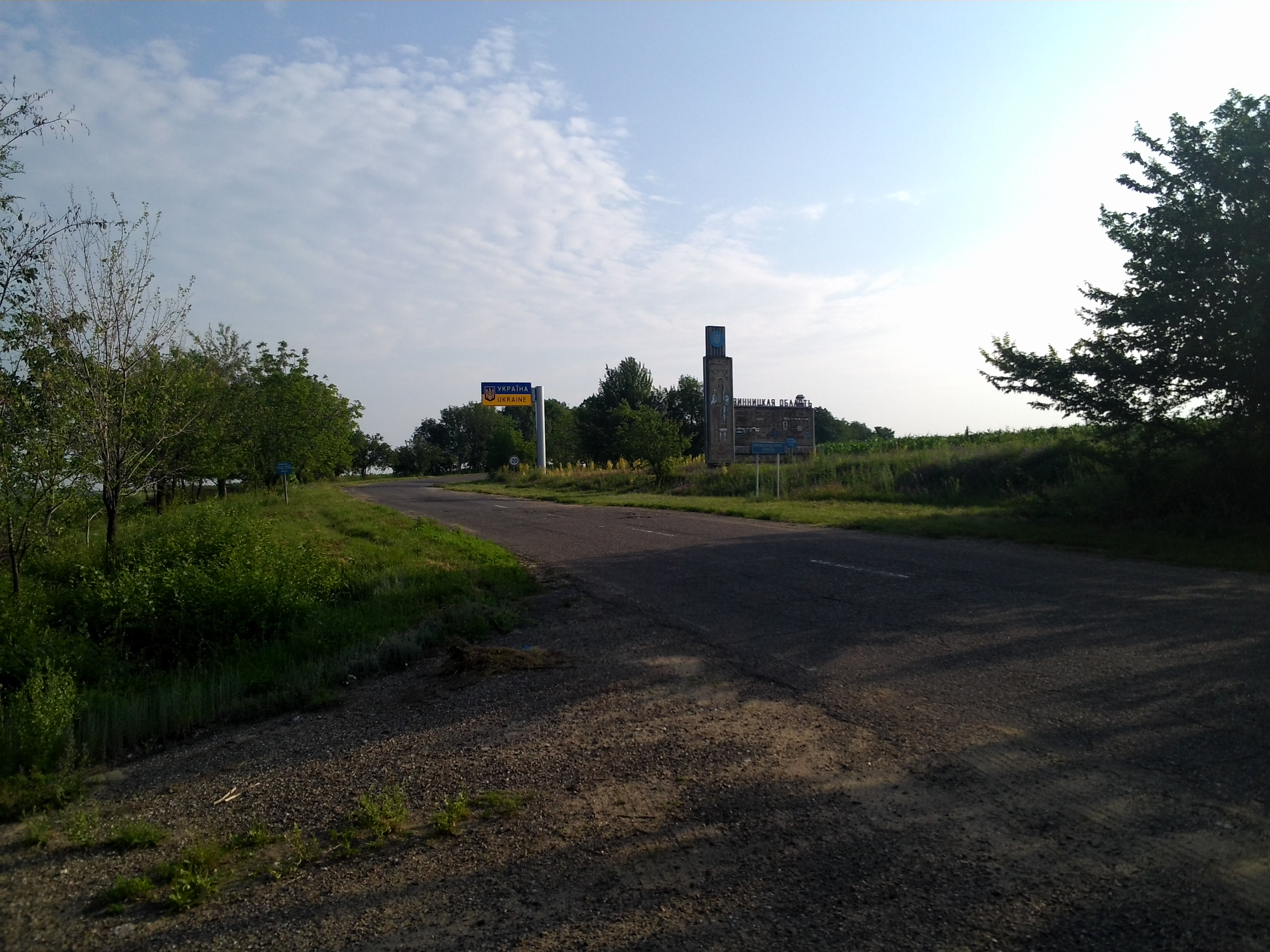
Пункт пропуску "Болган"

.